# リーツェンの桜
『リーツェンの桜』（リーツェンのさくら、Der Kirschenbaum von Wriezen）は、舘澤貢次による実話を基にした日本の小説作品。
第二次世界大戦後のドイツで医療に従事した肥沼信次がドイツへ渡ってから亡くなるまでの姿を描いている。
かどたひろし作画で漫画化され、『A-ZERO（アクション・ゼロ）』（双葉社）にて2008年8月号から2009年6月号まで連載され、同誌の休刊後は双葉社Webマガジンに移籍した。2012年12月の更新を最後に連載は途絶えている。単行本は2013年4月現在既刊3巻。

## あらすじ
医学留学生として意気揚々とドイツへ渡った肥沼信次。だが、時代はヒトラー独裁政権下のナチス・ドイツ。彼を待ち受けていたのは、ナチス親衛隊 (SS) による謂れのない暴力の嵐だった。

## 登場人物
肥沼信次（こえぬま のぶつぐ）
X線の研究のため1937年の春、医学留学生としてドイツ・ベルリン大学へ渡る。総統に忠誠を誓う必要性がないと宣言し、SSから反感を買う。アンに一目惚れする。
アン
貴族階級の娘。フィアンセがいるのに、自分の中で肥沼の存在が次第に大きくなっていくことに戸惑いながらも、彼と接することで、ドイツの未来を憂慮する。
橘（たちばな）
肥沼の友人。アイヒナーと繋がっている。
アイヒナー
ナチス親衛隊。
ヴォルフ・ルーデンドルフ
アンのフィアンセ。
レベッカ
アンの友人。
レーマン
ベルリン大学の数学教授。
バルド
親衛隊。アイヒナーの部下。肥沼に馬鹿にされたと思い、仕返ししようとする。
ハンス
ベルリン大学放射線研究所の博士。
セルマ
娼婦。恋を知らぬまま娼婦になったが、肥沼の優しいキスに心奪われる。

## 書籍情報
- 小説
  - 『大戦秘史 リーツェンの桜』（館沢貢次著、1995年8月、ぱる出版、ISBN 978-4-89386-474-1）
- 漫画
  - 『リーツェンの桜』（館沢貢次著、かどたひろし作画、双葉社〈アクションコミックス〉 既刊3巻）
    1. 2009年2月12日発売、ISBN 978-4-575-83577-9[1]
    2. 2009年9月12日発売、ISBN 978-4-575-83667-7[2]
    3. 2010年4月12日発売、ISBN 978-4-575-83752-0[3]